# Laodicé B
Pour les articles homonymes, voir Laodicé.
Laodicé B est une princesse hellénistique de la dynastie des rois du Pont.

## Biographie
Laodicé est une autre fille du roi Mithridate II du Pont et de la princesse séleucide Laodicé A. Pour la distinguer de sa sœur homonyme Laodicé III, elle est dite « Laodicé B » dans les généalogies modernes.
Dans sa jeunesse, elle est confiée à la garde d’un certain Logbasis qui était un familier d’Antiochos Hiérax. Il semble qu'elle ait d'abord été destinée à ce prince car elle ne devient l’épouse du prince séleucide Achaios II (le cousin de sa mère) qu'en 223 av. J.-C., lorsque celui-ci réussit à s'implanter en Asie Mineure.
Elle s’enferme avec ce dernier dans la citadelle de Sardes et tente de la défendre avec Aribazos, le commandant de la garnison, après l’exécution de son mari par Antiochos III Mégas. La discorde éclate entre les défenseurs et ils doivent se rendre et livrer rapidement la place en 213 av. J.-C.